# ستراند (النرويج)
ستراند (بالنرويجية: Strand) هي بلدية في مقاطعة روغالاند، النرويج. تأسست في 1 يناير 1838.

## أعلام
- جون موسى

## التسمية
الاسم مطابق تمامًا لكلمة strǫnd والتي تعني شاطئ أو ساحل أو حدود، ويرجع ذلك على الأرجح إلى موقعها على طول المضيق البحري.